# Transponirana matrika
Transponirana matrika (oznaka {\displaystyle A^{\mathrm {T} }\,}, včasih tudi {\displaystyle ^{\operatorname {t} }\!A}) je matrika, ki nastane iz matrike {\displaystyle A\,} pri eni izmed naslednjih enakovrednih operacij:
- zapišemo vrstice matrike {\displaystyle A\,} kot stolpce matrike {\displaystyle A^{\mathrm {T} }\,}
- zapišemo stolpce matrike {\displaystyle A\,} kot vrstice matrike {\displaystyle A^{\mathrm {T} }\,}
- zrcalimo matriko {\displaystyle A\,} preko glavne diagonale
- zavrtimo matriko {\displaystyle A\,} za 90º v smeri gibanja urinega kazalca in zrcalimo sliko vodoravno, da dobimo {\displaystyle A^{\mathrm {T} }\,}.

To pomeni da vsi {\displaystyle a_{ij}\,} postanejo {\displaystyle a_{ji}\,}. Postopek zamenjave vrstic in stolpcev se imenuje transponiranje matrike in je zgled enočlene operacije.

## Zgledi
- {\displaystyle {\begin{bmatrix}1&2\end{bmatrix}}^{\mathrm {T} }\!\!\;\!=\,{\begin{bmatrix}1\\2\end{bmatrix}}\,}

- {\displaystyle {\begin{bmatrix}1&2\\3&4\end{bmatrix}}^{\mathrm {T} }\!\!\;\!=\,{\begin{bmatrix}1&3\\2&4\end{bmatrix}}\,}

- {\displaystyle {\begin{bmatrix}1&2\\3&4\\5&6\end{bmatrix}}^{\mathrm {T} }\!\!\;\!=\,{\begin{bmatrix}1&3&5\\2&4&6\end{bmatrix}}\;\,}

## Značilnosti
Za matriki {\displaystyle A\,}, {\displaystyle B\,} in skalar {\displaystyle c\,} so znane naslednje značilnosti transponiranja matrik:
- {\displaystyle \left(\mathbf {A} ^{\mathrm {T} }\right)^{\mathrm {T} }=\mathbf {A} \quad \,}

- {\displaystyle (\mathbf {A} +\mathbf {B} )^{\mathrm {T} }=\mathbf {A} ^{\mathrm {T} }+\mathbf {B} ^{\mathrm {T} }\,}

Transpozicija vsote matrik je vsota transponiranih matrik.
- {\displaystyle \left(\mathbf {AB} \right)^{\mathrm {T} }=\mathbf {B} ^{\mathrm {T} }\mathbf {A} ^{\mathrm {T} }\,}

Opozorilo: vrstni red množiteljev je obrnjen. Iz tega lahko zaključimo, da je kvadratna matrika {\displaystyle A\,} obrnljiva matrika (obstoja inverzna), samo, če je obrnljiva tudi {\displaystyle A^{T}\,}, v tem primeru je {\displaystyle (A^{-1})^{T}=(A^{T})^{-1}\,}
- {\displaystyle (c\mathbf {A} )^{\mathrm {T} }=c\mathbf {A} ^{\mathrm {T} }\,}

Transponiranje skalarja nam da isti skalar.
- {\displaystyle \det(\mathbf {A} ^{\mathrm {T} })=\det(\mathbf {A} )\,}

Determinanta kvadratne matrike je enaka determinanti transponirane.
- Skalarni produkt dveh vektorjev, ki ju določata stolpca ({\displaystyle a\,} in {\displaystyle b\,}) se izračuna kot

{\displaystyle \mathbf {a} \cdot \mathbf {b} =\mathbf {a} ^{\mathrm {T} }\mathbf {b} ,}
kjer je uporabljen Einsteinov zapis za {\displaystyle a_{j}b^{j}\,}
- {\displaystyle (\mathbf {A} ^{\mathrm {T} })^{-1}=(\mathbf {A} ^{-1})^{\mathrm {T} }\,}

Transponirana matrika obrnljive matrike (inverzne) je tudi obrnljiva matrika, njena obrnjena matrika je transponirana obrnjene originalne matrike.
- Če je {\displaystyle A\,} kvadratna matrika, potem so njene lastne vrednosti enake lastnim vrednostim njene transponirane matrike.

## Posebne transponirane matrike
- Kvadratna matrika, katere transponirana je enaka sama sebi, je simetrična matrika

{\displaystyle \mathbf {A} ^{\mathrm {T} }=\mathbf {A} .\,}
- Kvadratna matrika, katere transponirana je tudi obrnjena, se imenuje ortogonalna matrika. To pomeni da je matrika {\displaystyle G\,} ortogonalna, če je

{\displaystyle \mathbf {GG} ^{\mathrm {T} }=\mathbf {G} ^{\mathrm {T} }\mathbf {G} =\mathbf {I} _{n},\,}, kjer je {\displaystyle I_{n}\,} enotska matrika za katero velja {\displaystyle I^{T}=I^{-1}\,}
- Kvadratna matrika, katere transponirana, je enaka negativni, je poševnosimetrična matrika, to pomeni, da je {\displaystyle A\,} poševnosimetrična, če je

{\displaystyle \mathbf {A} ^{\mathrm {T} }=-\mathbf {A} .\,}
- Konjugirano transponirana matrika kompleksne matrike {\displaystyle A\,} , ki jo zapišemo kot {\displaystyle A^{*}\,}, se dobi s transponiranjem matrike {\displaystyle A\,} in spremembo vseh elementov v konjugirano kompleksne vrednosti

{\displaystyle \mathbf {A} ^{*}=({\overline {\mathbf {A} }})^{\mathrm {T} }={\overline {(\mathbf {A} ^{\mathrm {T} })}}.}